# 국제테마파크역
국제테마파크역(International Theme Park Station, 國際테마파크驛)은 경기도 화성시 송산면에 공사중인 서해선의 전철역이다.

## 연혁
- 2027년 4월:개통 예정

## 승강장
2면 4선의 쌍섬식 승강장이다. 화물열차 및 KTX 이음 전동차의 대피를 염두에 두고, 부본선이 설치되었다.
| ↑ 원시          |
| ４３ \| ２１ \| |
| 서화성 ↓        |

| 1·2 | ● 수도권 전철 서해선 | 서화성 · 향남 방면          |
| 3·4 | ● 수도권 전철 서해선 | 김포공항 · 대곡 · 일산 방면 |

## 같이 보기
- 원종역